# Damino
Damino, Fuerte Damino o Fuerte Daunio (en griego, Δαμινὸν, Δάμνιον τεῖχος o Δαύνιον τεῖχος) fue una antigua ciudad griega de la Propóntide, en Tracia. El natural de esta ciudad recibe el nombre de dauniotiquita.
Es citada por Esteban de Bizancio y por el Periplo de Pseudo-Escílax. En esta última obra aparece en una sucesión de ciudades, entre Perinto y Selimbria. Está documentada su pertenencia a la Liga de Delos puesto que es citada en los registros de tributos de Atenas entre los años 454/3 y 418/7 a. C.
Se ha sugerido que podría haber estado localizado en la actual población turca de Gümüsyaka.